# Mikko Härkin
Mikko Sakari Härkin (ur. 25 maja 1979 w Keitele) – fiński muzyk i kompozytor, keyboardzista. Założyciel zespołu prog-metalowego Mehida. Były członek zespołów Cain’s Offering, Kenziner, Solution .45, Sonata Arctica, Symfonia i Wingdom.
Od 2012 roku jako muzyk koncertowy gra we włoskiej formacji Luca Turilli’s Rhapsody.

## Życiorys
Naukę gry na fortepianie rozpoczął w wieku 5 lat. W 1997 roku dołączył do swojej pierwszej grupy powermetalowej – Krenziner, z którą nagrał swoją pierwszą płytę The Prophecies. Rok później dołączył do zespołu Sonata Arctica, któremu towarzyszył do roku 2002. Z Sonatą nagrał łącznie 5 płyt włączając w to single. Jego miejsce zajął Henrik Klingenberg. W 2003 roku Mikko dołącza do grupy Random Eyes, grającą metal pogresywny. Obecnie współpracuje z formacją Essence of Sorrow.

## Technika
Mikko Harkin wychowywał się nie tylko na klawiszowcach muzyki rozrywkowej. Jest wielkim fanem Jana Sebastiana Bacha, którego wątki przytacza do współpracujących z nim zespołów oraz Fryderyka Chopina, którego utwory są bardzo przydatne do wyćwiczenia techniki gry. W swoich solówkach i improwizacjach można usłyszeć szybkie pasaże oraz rozbudowane gamy (najczęściej w tonacjach mollowych).
W muzyce Harkina można usłyszeć elementy zapożyczone od innych klawiszowców, na których Mikko się wzorował. Są to m.in.: Jens Johansson, Alex Staropoli i Jukka Wahlsteen.

## Dyskografia
| Album                                                       | Rok  | Uwagi           | Źródło |
| ----------------------------------------------------------- | ---- | --------------- | ------ |
| Kenziner – The Prophecies                                   | 1999 | członek zespołu | [ 10 ] |
| Solution .45 – For Aeons Past                               | 2010 | członek zespołu | [ 11 ] |
| Tiluland – Axes Of The Universe                             | 2010 | gościnnie       | [ 12 ] |
| Symfonia – In Paradisum                                     | 2011 | członek zespołu | [ 13 ] |
| Timo Tolkki’s Avalon – The Land of New Hope – A Metal Opera | 2013 | gościnnie       | [ 14 ] |